# Quintus Curtius Rufus
Quintus Curtius Rufus (1. század) ókori római történetíró. Fő műve a Nagy Sándor történetének tíz könyve (Historiarum Alexandri Magni decem).

## Curtius Rufus élete
Curtius Rufus kiléte talány. Mivel művének első két könyve elveszett, valamint mivel a kortárs szerzők sem hivatkoznak rá, 
ezért mind a mű születésének ideje, mind a szerző kiléte spekulációk tárgya. Suetonius és Tacitus is említenek egy Curtius Rufust a principátus első századából, de az azonosítás bizonytalan Adamik Tamás szerint a legvalószínűbb és legelterjedtebb datálás Claudius császár idejére teszi a mű keletkezését. Ezt támasztja alá szerinte, hogy a műben Curtius mindenhol hosszan ideje fennálló római békéről ír, mikor Alexandrosz birodalmának egykori városainak jelenbeli helyzetéről beszél, melyet csak mostanában kezd el megtörni a háború – általános béke pedig csak a Tiberius uralkodása alatt volt a Római Birodalom történetében. Másrészről pedig a műben elhangzik a ’’caliganti mundo’’ (a sötétségbe borult világ számára) szóösszetétel, mely Caligula nevére utaló szójáték lehet. Először Marcus Aurelius alatt hangzik el egyáltalán utalás a mű létezésére. A középkorban Einhard is említi.

## A Nagy Sándor története
Nagy Sándor alakja kedvelt irodalmi toposszá vált mind az antikvitás, mind a középkor irodalmában. Az egyes vezetők az 
egyeduralkodó archetípusát látták Alexandroszban, emiatt támogatták annak kultuszát. A köztársaságkori Róma számára is 
viszonyítási ponttá vált, noha a köztársaságkori és kora-principátus kori történetírás kritizálta az egyeduralomra szert tett 
Sándort. Livius például arról írt, hogy a római csapatok képesek lettek volna legyőzni Nagy Sándort, ha az nyugatra fordul és nem keletre.
Az egyeduralom megszilárdítása után Rómában az egyik központi kérdéssé vált annak kimunkálása, hogy milyen legyen a jó princeps, a jó egyeduralkodó. Maga Curtius egyfelől szintén kritizálta Nagy Sándor keletiessé váló szokásait, viszont a kezdődő uralkodó-kultusz hatására megemlékezik Sándor erényeiről is. A mű fordítója, Kárpáty Csilla szerint elképzelhető, hogy a principátus-korának allegoriákat és rejtett utalásokat kedvelő történetírásának sorába is beilleszthető a mű, mely tulajdonképpen fordított fejlődésregény – Alexandrosz a perzsa szokások hatására elveszíti szimpatikus tulajdonságait, és kegyetlen zsarnokká válik. Ebből a szempontból pedig Xenophón Kürosz neveltetése című művével párhuzamba állítható királytükör.
Bár Curtius hűen követi forrásait – elsősorban Kleitarkhoszt, Sándor udvari orvosát és más, azóta elveszett műveket – maga a mű nem kifejezettem történelmi munka, a szerző nem törekszik a történeti események lehető leghitelesebb bemutatására – sokkal inkább érdekes történetek kronologikus sorrendben történő elbeszélése.
Középkori elterjedtségét jelzi, hogy hatott a Sándor-regényre, epizódokat ihletett a Gesta Romanorumba, valamint ismert az az anekdota is, mely szerint V. Alfonz Curtiust olvasott, ha beteg volt. Magyarországon hatott Ilosvai Selymes Péter Nagy Sándorról írt énekére, maga a mű pedig 1619-ben jelent meg először magyarul Háportoni Forró Pál fordításában, „Quintus Curtiusnak az Nagy Sándornak, macedonok királyának viselt dolgairól iratott históriája”.

## Magyarul
- Qvintvs Cvrtivsnak az Nagy Sandornak macedonok kiralyanak viseltetet dolgairol irattatot historiaia, mely most deakbol magyar nyelvre Haporthoni Forro Pal altal fordittatot, es urunk ö felsege akarattyabol nyomtattatot; Lipsiai Pál ny., Debrecen, 1619
- Nagy Sándor története, 1-3.; ford., jegyz. L. Keczer Géza; Stampfel, Pozsony, 1901–1906 (Tanulók könyvtára)
- Szemelvények Quintus Rufus Curtius történeti művéből; ford. Boross István; Török, Mezőtúr, 1925 (Iskolai segédkönyvek)
- A makedón Nagy Sándor története; ford., jegyz. Kárpáty Csilla, utószó Maróti Egon; Európa, Bp., 1967 (Századok, emberek)
- Quintus Curtiusnak az Nagy Sándornak, macedonok királyának viseltetett dolgairól irattatott históriája. Debrecen, 1619; ford. Háportoni Forró Pál, jegyz., tan. Monok István, fakszimile szövegét közzéteszi Kőszeghy Péter; Akadémiai, Bp., 1988 (Bibliotheca Hungarica antiqua)
  - Appendix I. Háportoni Forró Pál kisebb művei; összegyűjt., sajtó alá rend. Monok István
  - Appendix II. De admiranda Iobi fortissimi malorum; sajtó alá rend., tan. Lázár István Dávid
- A Makedón Nagy Sándor története; ford., szószedet Kárpáty Csilla, jegyz. Hoffmann Zsuzsanna, utószó Maróti Egon; Szukits, Szeged, 2003

## Szakirodalom
- Sebestyén Károly: A római irodalom története – szemelvényekkel magyar írók latin műfordításaiból, Lampel Róbert (Wodianer F. és Fiai) Cs. és Kir. Udvari Könyvkereskedés Kiadása, 1902, 119–120. o.